# Karl von Graffen

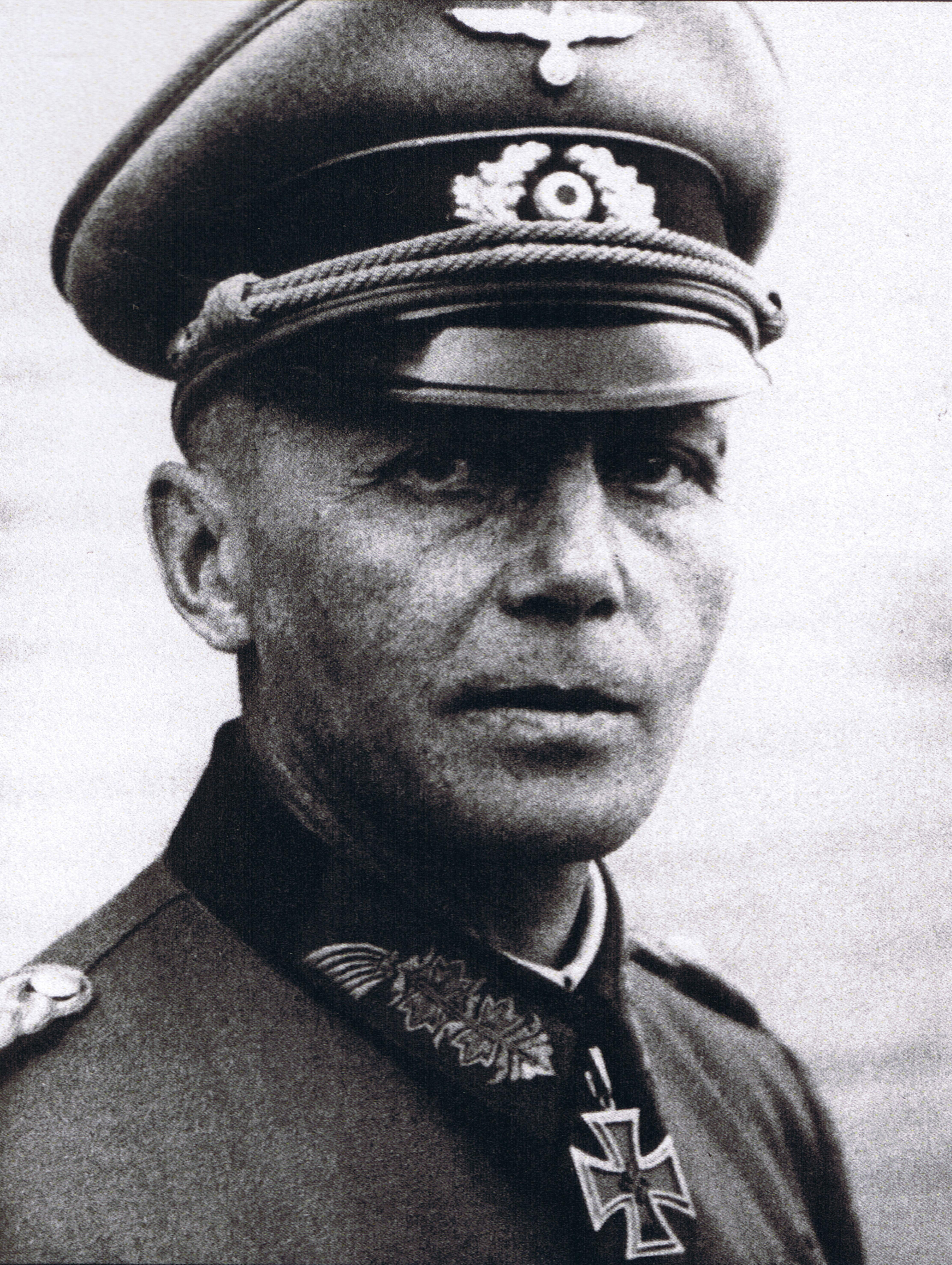
Karl von Graffen

Karl von Graffen (* 6. Juni 1893 in Plön; † 1. November 1964 in Grödersby, Schleswig) war ein deutscher Generalleutnant im Zweiten Weltkrieg.

## Leben
Karl von Graffen wurde als Sohn des königlich preußischen Steuerinspektors Karl von Graffen (1843–1910) und seiner zweiten Frau Dorothea, geb. Reher (1878–1904), in Plön geboren, wo sein Vater als Katasterkontrolleur arbeitete. Er entstammt der evangelischen Adelsfamilie von Graffen. Er trat am 3. April 1911 aus dem Kadettenkorps kommend als Fähnrich in das Großherzoglich Mecklenburgische Feldartillerie-Regiment Nr. 60 in Schwerin ein. Nach einer Kommandierung an die Kriegsschule Neiße erfolgte am 18. August 1912 seine Beförderung zum Leutnant. Ab 1. Mai 1914 wurde Graffen zur Militär-Turnschule kommandiert und mit dem Ausbruch des Ersten Weltkriegs in das Lauenburgische Feldartillerie-Regiment Nr. 45 versetzt. Er kam am 29. Dezember 1914 in das Reserve-Feldartillerie-Regiment Nr. 65 und fungierte dort ab 18. Mai 1915 als stellvertretender Batterieführer. Vom 3. Dezember 1917 bis 23. Januar 1918 war er zum Schießlehrgang an der Artillerie-Gebirgsschule Sonthofen kommandiert, wo er am 15. Dezember 1917 seine Beförderung Oberleutnant erhielt.
Nach Kriegsende erfolgte am 6. Februar 1919 die Versetzung in sein Stammregiment zurück und Graffen wurde in die Vorläufige Reichswehr übernommen. Dort diente er ab 1. Mai 1919 im Reichswehr-Artillerie-Regiment 9 und dann ab 27. April 1920 in Schwerin im 2. (Preußischen) Artillerie-Regiment. Graffen absolviert ab 1. Oktober 1923 die Führergehilfenausbildung beim Wehrkreis-Kommando II und wurde kurzzeitig vom 1. Juli bis 30. September 1924 zum 4. (Preußisches) Infanterie-Regiment kommandiert. Am 1. Februar 1926 folgte seine Beförderung zum Hauptmann. Ab 1. Dezember 1926 diente er als Nachrichtenoffizier des 2. (Preußisches) Artillerie-Regiments. Am 1. Oktober 1929 wurde er zur 6. Batterie versetzt, deren Chef er einen Monat später wurde. Ab 1. Oktober 1931 war er Chef der 10. Batterie. Nach seiner Versetzung zum Artillerie-Lehr- und Versuchs-Kommando am 1. April 1934 folgte am 1. Juli die Beförderung zum Major und am 1. Oktober 1934 die Ernennung zum Kommandeur der IV. Abteilung des Artillerie-Regiments Schwerin. Graffen kehrte am 15. Oktober 1935 nach Jüterbog zurück und war dort zunächst Adjutant sowie ab 6. Oktober 1936 Leiter des Versuchsstabes und der Vorschriftenstelle der Artillerie-Schule. In dieser Funktion wurde er am 1. Januar 1937 Oberstleutnant.
Bei gleichzeitiger Beförderung zum Oberst kam Graffen nach dem Beginn des Zweiten Weltkriegs als Sachbearbeiter für artilleristische und Munitionsfragen beim General der Artillerie am 1. Oktober 1939 in das Oberkommando des Heeres. Am 24. Februar 1941 kam er kurzzeitig in die Führerreserve, und am 8. März 1941 wurde zum Kommandeur des Artillerieregiments 129 ernannt. Ab 28. November 1941 diente Graffen als Artilleriekommandeur der 18. Infanterie-Division. Am 27. März 1942 wurde er mit der Führung der 58. Infanterie-Division beauftragt und am 1. Juli 1942 bei gleichzeitiger Beförderung zum Generalmajor zum Divisionskommandeur ernannt. Am 1. Januar 1943 erfolgte die Beförderung zum Generalleutnant. Am 15. September 1943 wurde er erneut in die Führerreserve versetzt und am 22. September 1943 zum Höheren Artilleriekommandeur 316 ernannt. Kurz vor Kriegsende wurde er noch mit der Führung  des LXXVI. Panzerkorps beauftragt. Er geriet bei der deutschen Kapitulation in US-amerikanische Kriegsgefangenschaft. In dieser war er vom 18. Mai für zwei Monate Leiter des Kriegsgefangenenlagers bei Rimini, bevor er dann in britische Kriegsgefangenschaft kam. Am 3. März 1948 erfolgte seine Entlassung.
Am 1. Februar 1928 heiratete Karl von Graffen in Kiel die aus Holstein stammende Landwirtstochter Ilse Bornhöft, mit der er vier Kinder hatte: Adolf (* 1928), Marlen (* 1931), Jutta (* 1934) und Dorothee (* 1938).

## Auszeichnungen
- Eisernes Kreuz (1914) II. und I. Klasse[2]
- Hanseatenkreuz Hamburg[2]
- Ritterkreuz des Mecklenburgischen Greifenordens[2]
- Mecklenburgisches Militärverdienstkreuz II. und I. Klasse[2]
- Österreichisches Militärverdienstkreuz III. Klasse mit der Kriegsdekoration[2]
- Wehrmacht-Dienstauszeichnung IV. bis I. Klasse
- Spange zum Eisernen Kreuz II. und I. Klasse
- Deutsches Kreuz in Gold am 24. Dezember 1941[3]
- Ritterkreuz des Eisernen Kreuzes am 13. August 1942[3]